# Bruno Peyer
Bruno Alois Peyer (* 13. April 1926 in Zürich; † 14. Januar 1997) war ein Schweizer Dirigent, Gründer und erster Chorleiter des Pretoria Bach Choir.
Peyer wuchs in Zürich auf und wanderte 1957 nach Südafrika aus. Er wurde Musikdirektor der Pretoriase Werksopera, und von 1963 bis 1968 vom Music Theatre ebendort. Nach einigen Jahren im Musikhandel wurde er Music Librarian beim PACT, einen Posten, den er bis zu seiner Pension 1991 innehatte.